# 町音葉
町音葉（日语：まち おとは，2001年11月6日—），日本女子偶像團體SKE48前成员，岐阜縣出身。
2018年11月7日，在生诞祭（生日公演）中宣布将从团体毕业，选择走上偶像之外的道路，并于12月23日的握手会后正式从组合毕业。